# Psalidomyrmex feae
Psalidomyrmex feae is een mierensoort uit de onderfamilie van de Ponerinae. De wetenschappelijke naam van de soort is voor het eerst geldig gepubliceerd in 1922 door Menozzi.